# Thomas Joseph McDonough
Thomas Joseph McDonough (* 5. Dezember 1911 in Philadelphia, Pennsylvania; † 4. August 1998) war ein US-amerikanischer Geistlicher und römisch-katholischer Erzbischof von Louisville.

## Leben
Thomas Joseph McDonough empfing am 26. Mai 1938 durch Weihbischof Hugh Louis Lamb das Sakrament der Priesterweihe für das Erzbistum Philadelphia.
Papst Pius XII. ernannte ihn am 10. März 1947 zum Titularbischof von Thenae und zum Weihbischof in Saint Augustine. Zu dieser Zeit war er der jüngste Bischof der Vereinigten Staaten. Die Bischofsweihe spendete ihm der Erzbischof von Philadelphia, Denis Joseph Kardinal Dougherty, am 30. April desselben Jahres; Mitkonsekratoren waren der Bischof von Charleston, Emmet Michael Walsh, und Joseph Carroll McCormick, Weihbischof in Philadelphia.
Am 2. Januar 1957 ernannte ihn Papst Pius XII. zum Weihbischof in Savannah. Die Amtseinführung fand am 20. Februar desselben Jahres statt. Am 23. Februar 1960 ernannte ihn Papst Johannes XXIII. zum Bischof von Savannah; am 27. April desselben Jahres wurde er in das Amt eingeführt.
Er nahm als Konzilsvater an allen vier Sitzungsperioden des Zweiten Vatikanischen Konzils teil.
Papst Paul VI. ernannte ihn am 25. Februar 1967 zum Erzbischof von Louisville; die Amtseinführung folgte am 2. Mai.
Papst Johannes Paul II. nahm am 29. September 1981 seinen vorzeitigen Rücktritt an.